# بی‌توبی (گروه موسیقی)
بی‌توبی (کره‌ای: 비투비؛ ‎/ˈbiːtuːbiː/‎ BEE-too-bee؛ انگلیسی: BtoB؛ سرواژهٔ Born to Beat) گروه پسرانهٔ کره جنوبی است که در سال ۲۰۱۲ زیر نظر کیوب انترتینمنت شکل گرفت. این گروه در حال حاضر متشکل از شش عضو، سو اون-کوانگ، لی مین-هیوک، لی چانگ-سوب، ایم هیون-شیک، پنیل شین و یوک سونگ-جه است. این گروه در ابتدا هفت نفره بود و جونگ ایل-هون در سال ۲۰۲۰ گروه را ترک کرد.